# Oldřich Leška
Oldřich Leška (16. června 1927, Jablonec nad Nisou – 9. srpna 1997, Praha) byl český lingvista, rusista a slavista.

## Život a dílo
Oldřich Leška studoval po maturitě ruštinu na FF UK v Praze, kde byl žákem významných českých jazykovědců, kterými byli kupříkladu Bohuslav Havránek, Vladimír Skalička, Karel Horálek, či L. V. Kopeckij. Na počátku 50. let 20. století zahájil v Moskvě vědeckou aspiranturu pod vedením sovětského jazykovědce Viktora Vladimiroviče Vinogradova.
Zabýval se strukturní lingvistikou, dialektologií, rusistikou, přednášel na Univerzitě Karlově i v USA s napsal řadu učebnic. Jeho Přehled ruského tvarosloví vyšel v ruštině i v japonštině. Po návratu z USA v letech 1970–1990 nesměl přednášet a profesuru získal až po roce 1990. Přičinil se o obnovení Slovanského ústavu ČSAV a Pražského lingvistického kroužku (1990), jehož byl od roku 1992 předsedou.

### Výběr z díla
- HAVRÁNEK, Bohuslav; LEŠKA, Oldřich; ZATOVKAŇUK, Mikuláš. Přehled ruského tvarosloví. Praha: Státní pedagogické nakladatelství, 1951.
- KOPECKIJ, Leontij Vasiljevič; LEŠKA, Oldřich. Rusko-český slovník I, II. Praha: Státní pedagogické nakladatelství, 1978.
- LEŠKA, Oldřich; SAVICKÝ, Nikolaj; ŠIŠKOVÁ, Růžena. Mluvnice současné ukrajinštiny. Praha: Euroslavica, 2001.
- LEŠKA, Oldřich. Jazyk v strukturním pojetí. Příprava vydání Zdena Skoumalová. Praha: Euroslavica a Slovanský ústav, 2003.

## Zajímavost
- Manželé Leškovi měli chalupu v obci Lnáře, kde pan profesor velmi rád maloval. V roce 2014 zde byla dokonce v místním informačním centru uspořádána výstava jeho maleb, skic.[3]